# دارم (اسم)
دارم هو اسم علم مذكر من أصل عربي، ومعناه هو الذي وارى اللحم عظم، هوالذي تخلعت أسنانه ليستخلف أخرى غيرها.

## وصلات خارجية
- موسوعة السلطان قابوس لأسماء العرب نسخة محفوظة 5 أبريل 2019 على موقع واي باك مشين.